# Трофей FSF
Трофей FSF (фар. FSF-Steypið) — колишній національний футбольний турнір на Фарерських островах, який проходив лише два сезони. Його основною метою було надати шанс менш сильним клубам отримати трофей, оскільки багато клубів вибували з кубка країни на ранніх стадіях, тому в турнірі грали команди з другого дивізіону та нижче.
Першого разу трофей виграв клуб «Б71 Сандур», у другому фіналі, ця команда поступилась «Б68 Тофтир».

## Фінали
- 2004 : Б71 Сандур переміг ГІ Гота
- 2005 : Б68 Тофтир переміг Б71 Сандур